# Oxyanthus mayumbensis
Oxyanthus mayumbensis är en måreväxtart som beskrevs av Ronald D'Oyley Good. Oxyanthus mayumbensis ingår i släktet Oxyanthus och familjen måreväxter.
Artens utbredningsområde är Cabinda. Inga underarter finns listade i Catalogue of Life.